# Пататас бравас
Пата́тас бра́вас (исп. Patatas bravas, также patatas a la brava или papas bravas — «острый картофель») — испанское блюдо из картофеля, нарезанного небольшими кубиками, которые обжаривают в оливковом масле и приправляют острым соусом «сальса брава». «Сальса брава» включает в себя острый перец (чили, острую паприку), бульон, масло, лук и пшеничную муку или уксус, хотя рецепт может значительно варьироваться. В испанском Леванте, Каталонии, Валенсийском сообществе и регионе Мурсия пататас бравас обычно сервируют с комбинацией соусов айоли и брава.
Это блюдо обычно подают в ресторанах и барах по всей Испании как разновидность тапас.
Рецепт пататас бравас включён в подборку рецептов из картофеля, составленную Организацией Объединённых Наций, как типично испанское блюдо.

## Происхождение
Точное происхождение пататас бравас неизвестно, но появление блюда в барах Мадрида датируется серединой XX века.
Первое письменное упоминание пататас бравас встречается в книге испанского журналиста и писателя Луиса Каранделла «Vivir en Madrid» (1967):
«…пататас бравас, которую кое-где называют „картошкой по-бедняцки“, представляет собой жареную картошку с острым соусом, как бы для бедняков, которые ели бы картошку как хлеб, макая в соус».
Рецепт пататас бравас подвергся вульгаризации из-за распространения и популяризации этого и других тапас, в результате развития туризма в Испании. Это привело к появлению новых версий, в которых используются более дешёвые ингредиенты, такие как кетчуп, майонез или другие соусы промышленного производства.